# Natalia Navarro
Hanna Natalia Navarro Galvis (Cartagena de Indias, 12 de agosto de 1987) es una modelo colombiana, ganadora del Concurso Nacional de Belleza de Colombia 2009-2010,
por lo cual representó a su país en Miss Universo 2010. Es prima de la actriz Vanessa Galvis.

## Participación en concursos de belleza

### Señorita Colombia 2009
Navarro nació en la ciudad de Cartagena de Indias, Colombia. Representó al departamento de Bolívar en el Concurso Nacional de Belleza de Colombia 2009, celebrado en Cartagena de Indias, donde fue coronada la noche del 16 de noviembre de 2009, tras obtener las más altas calificaciones: 9.8 en desfile en traje de gala y 9.9 en desfile en traje de baño.
También ganó, en las actividades previas a la elección de la Señorita Colombia 2009, los premios de Rostro Jolie (Mejor rostro), Figura Bodytech (Mejor cuerpo) y Señorita fotogénica.

### Miss Universo 2010
Navarro Galvis representó a su país en el certamen de Miss Universo 2010, celebrado en Las Vegas, Nevada, el 23 de agosto de 2010. En este concurso clasificó entre las quince semifinalistas ocupando el puesto número 12 con un puntaje de 7,643, para el desfile en traje de baño.[cita requerida]